# الرقابة في الجزائر
تطورت وتحسنت ظروف عمل الصحفيين في الجزائر منذ ثورة التحرير الجزائرية، وبعد عام 1990 تم الاستغناء عن قانون الصحافة مما أتاح قدر أكبر من الحرية للصحافيين. ولكن مع بداية العشرية السوداء في الجزائر التي بدأت تقريبا في 1990، تم اغتيال أكثر من 70 صحفيا من قبل الإسلاميين، كما قُتل ستين صحفيين في الفترة ما بين 1993 و1998.

## 1990 - 2000
في هذه الفترة أمر الرئيس عبد العزيز بوتفليقة بإطلاق سراح عدة سجناء صحفيون يديرون جرائد معينة على غرار الصحفي محمد بنشيكو الذي يُدير جريدة الصباح الجزائرية والذي كان قد ألف كتابا عبارة عن سيرة ذاتية للرئيس عبد العزيز واتهمه فيها بالعديد من الأمور، كما قام الرئيس بنفي صحفيين آخريين في المنفى بدلا من سجنهم، معظم الذين تم نفيهم استقروا في فرنسا.
وكانت منظمة مراسلون بلا حدود (الفرع الفرنسي خاصة) قد قيمت حرية الصحافة في الجزائر، وأعطتها 40 من 100 حسب المؤشر (ارتفع الرقم تدريجيا، مما يدل على أن حرية الصحافة قلت نوعا ما في الجزائر)، وكان الصحفي محمد قد حُكم عليه بعامين في السجن وذلك بتهمة «تشجيع الفساد في الجزائر»، وبعد إطلاق سراحه تُوِّج عام 2006 بجائزة باربارا جولدسميث لحرية الكتابة.
في السنوات الأخيرة من هذا العقد، كانت الجزائر قد شهدت العديد من الهجمات على حرية الصحافة، وبصرف النظر عن حالة محمد بنشيكو الشهيرة، فإنه قد تم إغلاق مكتب صحيفة La Tribune في عام 1996، وتم فرض رقابة شديدة على موقعها في آذار/مارس 2006، كما عانت جريدة الوطن أيضا من الهجمات المتكررة الذي شنتها الدولة والسلطات الجزائرية خاصة في عام 1998.
ووفقا لمنظمة مراسلون بلا حدود ولجنة حماية الصحفيين، فإن حالة الصحافة في الجزائر سيئة إلى حد بعيد؛ وذلك بسبب الهجمات التي تتعرض لها من قبل كل من القوات الحكومية من جهة والمتمردين الإسلاميين من جهة ثانية،
وكان مجموعة من الصحفيين من ليبرتي والصباح الجزائرية قد تعرضوا للنفي إلى فرنسا.

## ندوة 2007
منعت السلطات الجزائرية في 7 فبراير 2007 ندوة بعنوان Pour la Vérité, la Paix et la Conciliation (من أجل الحقيقة، السلم والمصالحة) والتي نظمتها جمعية الأسرى المختفين قسريا في الجزائر، مما دفع مجموعة من الجمعيات الحقوقية إلى التحرك خوفا من هذا الشكل الجديد من أشكال الرقابة على المؤتمرات المتعقلة بـ «الاختفائات القسرية» التي وقعت أثناء العشرية السوداء في الجزائر عام 1990، وقد انتقدت الفدرالية الدولية لحقوق الإنسان والمنظمة الدولية لمناهضة التعذيب ما قامت به السلطات المحلية، وعلاوة على ذلك فقد أثار ميثاق السلم والمصالحة الوطنية الذي وافقت عليه الجزائر في 29 سبتمبر 2006 جدلا وانتقادا كبيرا، حيث عبرت معظم الجمعيات الحقوقية من قلقها بشأن استخدام السلطات لمختلف أساليب الترهيب بما في ذلك منع المحامين والمدافعين عن حقوق الإنسان من الاطلاع على أي موضوع كان.